# Monumento a la Independencia (Albania)
El Monumento a la Independencia es un monumento conmemorativo en la localidad de Vlorë, una ciudad portuaria y municipio en la parte suroeste del país europeo de Albania, dedicado a la Declaración de Independencia de Albania firmada en dicha localidad y que fue realizado por el escultor albanés, Mumtaz Dhrami. Se encuentra en la Plaza de la Bandera.
En el centro del monumento está la escultura de Ismail Qemali, el líder del movimiento nacional albanés y fundador de la Albania independiente. 